# Abner W. Sibal

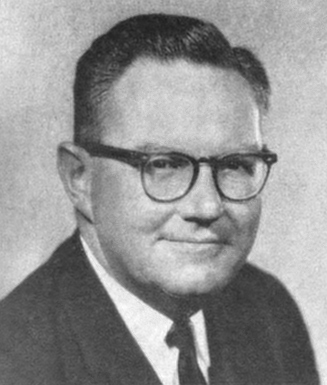

Abner Woodruff Sibal (* 11. April 1921 in Queens, New York; † 27. Januar 2000 in Alexandria, Virginia) war ein US-amerikanischer Politiker. Zwischen 1961 und 1965 vertrat er den  Bundesstaat Connecticut im US-Repräsentantenhaus.

## Werdegang
Der im New Yorker Stadtviertel Ridgewood geborene Abner Sibal besuchte bis 1938 die Norwalk High School in Connecticut und studierte anschließend bis 1943 an der Wesleyan University. Im Jahr 1943 trat er in die US Army ein. Während des Zweiten Weltkrieges war er sowohl im europäischen als auch im pazifischen Raum eingesetzt. Sibal blieb bis zum September 1946 beim Militär. Nach einem anschließenden Jurastudium an der St. John’s Law School und seiner im Jahr 1949 erfolgten Zulassung als Rechtsanwalt begann er als Jurist zu arbeiten. Zwischen 1951 und 1955 war Sibal Staatsanwalt am städtischen Gericht von Norwalk. In den Jahren 1959 und 1960 fungierte er als juristischer Berater dieser Stadt (Corporation Counsel).
Politisch war Sibal Mitglied der Republikanischen Partei. Von 1956 bis 1960 saß er im Senat von Connecticut; dort führte er ab 1958 die republikanische Fraktion. Zwischen 1952 und 1968 war er Delegierter auf allen regionalen Parteitagen in Connecticut. Im Jahr 1964 nahm er als Delegierter an der Republican National Convention in San Francisco teil. Bei den Kongresswahlen des Jahres 1960 wurde er im vierten Wahlbezirk von Connecticut in das US-Repräsentantenhaus in Washington, D.C. gewählt. Dort trat er am 3. Januar 1961 die Nachfolge des Demokraten Donald Jay Irwin an, den er bei der Wahl geschlagen hatte. Nach einer Wiederwahl im Jahr 1962 konnte er bis zum 3. Januar 1965 zwei Legislaturperioden im Kongress absolvieren. Diese wurden unter anderem von den Diskussionen um die Bürgerrechtsbewegung und den beginnenden Vietnamkrieg bestimmt. Bei den Wahlen des Jahres 1964 unterlag Sibal seinem Vorgänger Irwin, der somit auch sein Nachfolger im Kongress wurde.
Nach dem Ende seiner Zeit im US-Repräsentantenhaus arbeitete Abner Sibal als Anwalt. Zwischen 1975 und 1978 war er Berater der Gleichberechtigungskommission. Er starb am 27. Januar 2000 in Alexandria.